# سنخ سني

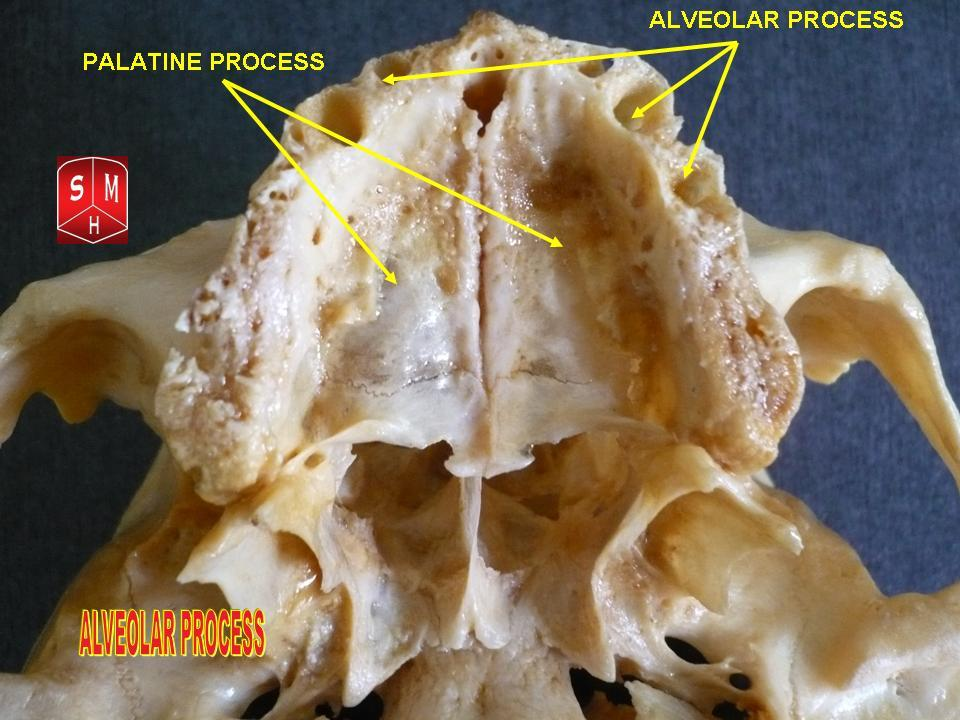
العظم السنخي للفك العلوي، كما تبدو من الأسفل.

أَسْناخٌ سّنّيةٌ (مفردها سِنْخ سّنّي) (بالإنجليزية: Dental alveoli (singular alveolus)) هي تجاويف في الفكين إذ تُثبّت جذور الأسنان في الناتئ السنخي مع رباط دواعم السن. المصطلح الشائع لأسناخ سنية هو تجاويف الأسنان. يُسمى المفصل الذي يربط بين جذر السن و تجويف السن مَفْصِلٌ وَتَدِيّ (جمعه مفاصل وتدية). العظم السنخي هو العظم الذي يحيط بجذور الأسنان مكونًا تجاويف عظمية.
في الثدييات، توجد تجاويف الأسنان في الفك العلوي، وقادمة الفك العلوي، والفك السفلي.

## علم أصل الكلمة
1706، (أجوف)، وخاصًة تجويف السن، من السنخ اللاتيني (صينية، حوض، حوض؛ قاع نهر صغير؛ أجوف صغير أو تجويف) مختصر من بطن (البطن، المعدة، الكرش، الأمعاء؛ عقد سفينة، (من جذر پاي *أولو- حفرة، تجويف)
مصدر أيضًا من الكلمة اليونانية أولوس فلوت، أنبوب، پايپ؛ والكلمة في اللغة الصربية-الكرواتية، البولندية، الروسية، في الأصل (فتحة ضيقة)؛ في لغة سلافونية الكنيسة القديمة أوليجي، و اللغة الليتوانية خلية النحل (صندوق مجوف)، اللغة الأرمينية (حامل).

## حفظ السنخ
حفظ السنخ أو الحفاظ على الحافة السنخية (أي أر پي) هو إجراء لتقليل فقدان العظم بعد قلع السن للحفاظ على الأسناخ السنية (تجويف السن) في العظم السنخي. يمكن خياطة غشاء الفيبرين الغني بالصفائح الدموية (پي أر أف) الذي يحتوي على عناصر تعزيز نمو العظم على الجرح أو وضع مادة داعمة أو سقالة (قالب يوضع داخل الفراغ اللبي لتجديد النسج السنية) في نسخ السن المخلوع.  يُغلق بعد ذلك التجويف مباشرًة بغرز أو تغطيته بغشاء غير قابل للامتصاص أو قابل للامتصاص وخياطته.

## علم الأمراض
يمكن أن يؤدي تورم الأسناخ السنية إلى التهاب العظم السنخي، مسببًا الألم وعدم الراحة في الفم.

## أنظر أيضا
- الحافة السنخية
- متعدد الإثغار

## روابط خارجية
- المعهد الوطني للصحة، قاعدة بيانات CRISP